# Tom Harrell

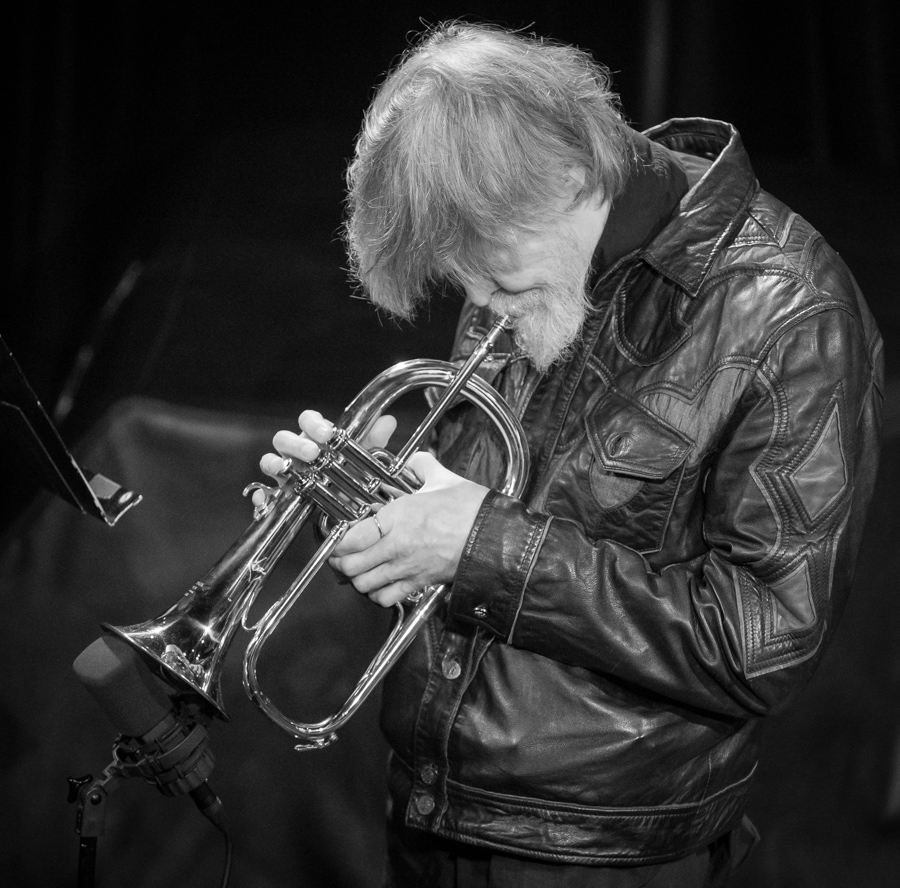
Tom Harrell (2017)

Thomas Harrell (Urbana, Illinois, 16 de junio de 1946) es un trompetista, fliscornista y compositor estadounidense de jazz.

## Trayectoria
Su infancia transcurre en California, donde empieza a tocar la trompeta con sólo nueve años. Tras sucesivas crisis nerviosas, se diagnostica como esquizofrénico en 1967, y desde entonces, permanece en continuo tratamiento. A comienzos de los años 1970, trabajará en la big band de Woody Herman y en los grupos de Horace Silver, Arnie Lawrence y Chuck Israels, además de convertirse en un reputado músico de sesión, colaborando con Lee Konitz, Sam Jones, Bill Evans, George Russell y otros. También formó parte de la sección de viento de bandas de jazz rock, como Malo, donde coincidió con los también trompetistas Forrest Butchel y Luis Gasca. En 1983, se incorpora al cuarteto de Phil Woods, con quien permanecerá hasta 1988.
Desde 1989, Harrell dirige sus propias formaciones como líder, especialmente el quinteto que mantiene entre 1996 y 2003, registrando un buen número de álbumes para RCA / BMG. Ha compuesto además un gran número de temas para otros músicos y realizado arreglos para bandas y artistas reconocidos. Su obra compositora se ha publicado en diversos libros, por Hal Leonard. Jamey Aebersold, Sher Music, y "Gerard and Sarzin". También ha grabado con Charlie Haden y Joe Lovano.